# 苦亭
苦亭，又称印防己素、印防己苦内酯或防己苦素，是一种有机化合物，化学式C15H18O7，可见于Anamirta cocculus、细茎石斛等物种。具有还原性，可与斐林试剂发生显色反应。